# Artur Becker (Schiffstyp)
| Serie Zubringertrawler Typ Artur Becker | Serie Zubringertrawler Typ Artur Becker                |
| --------------------------------------- | ------------------------------------------------------ |
|                                         |                                                        |
| Technische Daten (Überblick)            |                                                        |
| Werft:                                  | Peene-Werft, Wolgast                                   |
| Vermessung:                             | 995 BRT / 320 NRT                                      |
| Tragfähigkeit:                          | 569,6 t                                                |
| Länge über Alles:                       | 61,10 m                                                |
| Länge zwischen den Loten:               | 54,00 m                                                |
| Breite:                                 | 10,60 m                                                |
| Seitenhöhe:                             | 6,80 m                                                 |
| Tiefgang:                               | 4,70 m                                                 |
| Antrieb:                                | 1 × Dieselmotor 6 NZD 72 DMR auf 1 × Verstellpropeller |
| Gesamtleistung:                         | 1288 kW                                                |
| Geschwindigkeit:                        | 12,5 Knoten                                            |
| Besatzung:                              | 19–22 Mann                                             |

Der Fischereischiffstyp Artur Becker war eine Bauserie der Peene-Werft Wolgast. Die nach dem Typschiff, das den Namen des Kommunisten Artur Becker erhalten hatte, benannte Serie von Hecktrawlern wurde entsprechend ihrer Funktion auch als Zubringertrawler bezeichnet.

## Geschichte
Zwischen 1966 und 1968 wurden auf der Peene-Werft insgesamt 23 Trawler des Typs Artur Becker gebaut, von denen 21 vom Fischkombinat Rostock für die Pelagial- und Grundschleppnetzfischerei eingesetzt wurden. Zwei Schiffe wurden in die Sowjetunion exportiert, eins als Forschungsschiff des Instituts für Meereskunde genutzt. Jeweils sechs bis acht Schiffe bildeten mit einem Transport- und Verarbeitungsschiff wie der Junge Welt oder der Junge Garde eine Fangflotte.
Der letzte der für die DDR-Hochseefischerei fahrenden 19 Trawler wurde 1991 verschrottet. Vier der Schiffe waren zuletzt zum Garnelenfang eingesetzt worden.

## Technik
Durch die seitliche Anordnung des Deckshauses auf der Backbordseite und des Maschinenoberlichtes konnte ein verlängertes Fangdeck erreicht werden, das 54 Prozent der Schiffslänge ausmachte. Dadurch wurde eine vereinfachte Netzhandhabung ermöglicht. Für einen Aussetz- und Einholvorgang wurden weniger als 30 Minuten benötigt. Bis zu 90 Tonnen Fisch konnten in sechs Auffangbunkern mit 120 Kubikmetern Fassungsvermögen zwischengelagert werden. Sie wurden mit an Bord erzeugtem Schuppeneis gekühlt. Zur Übergabe an das Verarbeitungsschiff wurde der Fang in Übergabesteerts befördert. Diese wurden mit Auftriebskörpern schwimmfähig gemacht, über die Heckslip zu Wasser gelassen und vom Verarbeitungsschiff aufgenommen.
Als Antrieb hatten die Zubringertrawler einen direktwirkenden Zweitakt-Tauchkolbenmotor aus dem Dieselmotorenwerk Rostock mit einer Leistung von 1288 Kilowatt bei 225 Umdrehungen in der Minute. Damit erreichte die Schiffe eine Reisegeschwindigkeit von 12,5 Knoten oder bei einem Trossenzug von 120 Kilonewton von 4,5 Knoten. Die Hauptmaschine trieb außerdem einen 320-Kilowatt-Wellengenerator für die Netzwinde sowie einen Generator für die Bordstromversorgung an.
Die Schiffe waren für eine selbständige Einsatzzeit von 66 Tagen konzipiert, wobei 44 Tage am Fangplatz vorgesehen waren.

## Baureihe
Die Schiffe der Baureihe Artur Becker wurden benannt nach:
Artur Becker – Werner Kube – Hanno Günther – Elvira Eisenschneider – Herta Lindner – Herbert Tschäpe – Carlo Schönhaar – Herbert Baum – Heinz Kapelle – Rudi Arndt – Bruno Tesch – Grete Walter – Karl Wolff – Walter Barth – Heinz Priess – Eugen Schönhaar – Erich Steinfurth – Rudolf Schwarz – Philipp Müller – Magnus Poser – Peter Göring